# Smygande schizofreni

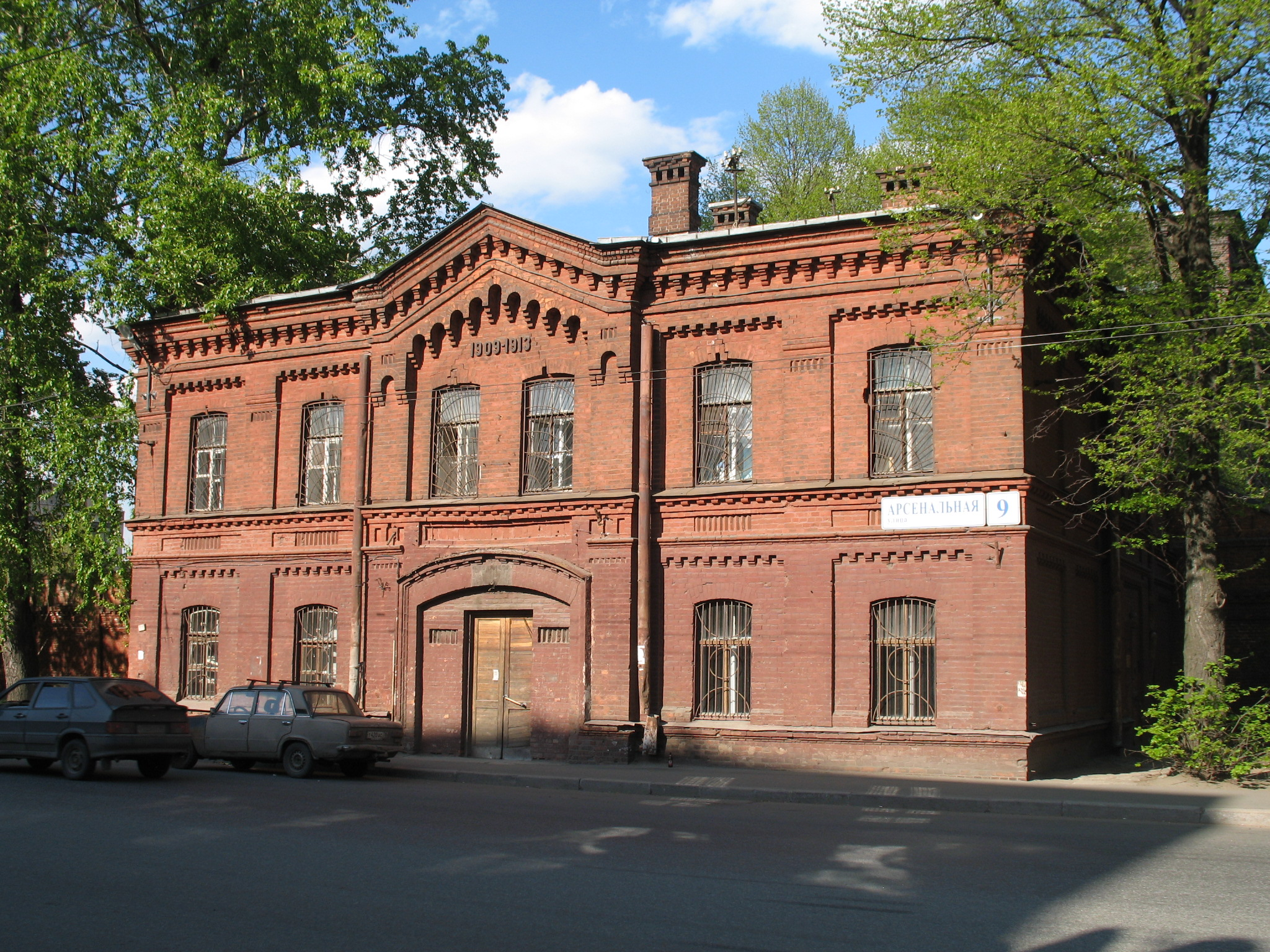
Leningrads rättspsykiatriska sjukhus, en av de byggnader som inhyste personer diagnostiserade med smygande schizofreni.

Smygande schizofreni (ryska: вялотеку́щая шизофрени́я vjalotekusjtjaja sjizofrenija) var en psykiatrisk diagnos i Sovjetunionen som blev ökänd för att användas mot dissidenter. Den skapades av psykiatrikern Andrej Snezjnevskij på uppdrag av Sovjetunionens kommunistiska parti och KGB. Tusentals människor kom att spärras in och medicineras för diagnosen.
Symtomen kunde vara många olika typer av oppositionsyttringar eller konflikter med myndighetspersoner. Bland den sovjetiska allmänheten var den vanligaste uppfattningen att sjukdomen faktiskt fanns på riktigt.

## Tillkomst
Diagnosen smygande schizofreni skapades av Andrej Snezjnevskij (1904–1987), chef för psykiatriska institutionen vid Sovjetunionens akademi för medicinsk vetenskap. Snezjnevskijs pavlovska skola hade haft monopolställning i Sovjetunionen sedan 1950, och andra akademiker som hade motsatt sig honom hade utmanövrerats. Diagnosen har sin bakgrund i teorier om latent schizofreni, som först formulerades 1911 av den schweiziske psykiatrikern Eugen Bleuler. Utvecklandet och framlyftandet av diagnosen skedde på order av Sovjetunionens kommunistiska parti och KGB.

## Symtom och diagnos
Kriterierna för smygande schizofreni var mycket vaga och flexibla. Den drabbade kunde fungera helt normalt i vardagen, men utmärktes till exempel av "reformistiska vanföreställningar", "stridande för sanningen", "envetenhet" eller "ett ovanligt intresse för filosofiska system, religion och konst". I en intervju fick den sovjetiske psykiatriprofessorn Marat Vartanjan frågan om vad psykisk sjukdom egentligen innebär; om den sjuke faktiskt kan leva ett helt normalt liv. Professorn formulerade då sin definition av smygande schizofreni: "När en person är tvångsmässigt upptagen med någonting. Om du diskuterar ett annat ämne med honom är han en normal person som är hälsosam, och som kan vara mer intelligent, kunnig och vältalig än du själv. Men så fort du tar upp hans favoritämne blossar hans sjukliga besatthet upp vilt." Enligt samma intervju måste sådana människor hållas inlagda på sjukhus för att förhindra att deras reformistiska idéer får spridning bland allmänheten.

## Användning
Hur många som egentligen låstes in för smygande schizofreni är okänt. Det finns listor med tusentals namn, men detta är endast personer som var välkända inom dissidentrörelsen, och vars namn därför spreds till utlandet. Diagnosen användes även mot människor som hamnat i konflikt med lokala myndigheter eller lägre tjänstemän. Behandlingen bestod förutom inspärrning av höga doser med antipsykotisk medicin. I många fall var sjukhusvistelsen i sig kortvarig, men efter att de sjukdomsförklarade hade släppts ut var deras medborgerliga rättigheter begränsade och det var svårt eller omöjligt för dem att få ett arbete igen.
De personer som var med vid skapandet av diagnosen förstod med stor sannolikhet att den endast var ett politiskt redskap. Bland allmänheten, och även bland sovjetiska psykiatriker i allmänhet, var dock den vanligaste uppfattningen att sjukdomen var verklig. Sentida forskare har försökt att förklara detta med rationalisering; den genomsnittliga psykiatrikern eller vanliga medborgaren kunde inte förstå varför någon var beredd att riskera familj och trygghet för sina avvikande idéer. Psykisk sjukdom sågs därför som en logisk förklaring.